# Josh Whitehouse
Josh Whitehouse, nome d'arte di Joshua George Whitehouse, (Chester, 27 febbraio 1990) è un attore, musicista e artista britannico.

## Biografia

### Primi anni
Josh Whitehouse è nato il 27 febbraio 1990 a Chester, nel Regno Unito. Ha frequentato la Bishop Heber High School e la Queen's Park High School.

### Carriera
Ha esordito come attore nel 2014 recitando nel film Northern Soul accanto agli attori Steve Coogan e Ricky Tomlinson. Nel 2015 ha interpretato il ruolo di Hugh Armitage nella serie della BBC Poldark.
Nel 2018 venne scelto per interpretare un ruolo da protagonista nella serie prequel de Il Trono di Spade; tuttavia alla fine la serie non è stata realizzata.
Nel 2019 ha recitato insieme a Vanessa Hudgens nel film natalizio di Netflix Un cavaliere per Natale e l'anno seguente ha recitato accanto a Jessica Rothe nella commedia romantica per adolescenti La ragazza di San Diego.
Nel 2023, ha interpretato il ruolo di Eddie Roundtree, bassista e uno dei membri fondatori della band The Six, nella serie televisiva Daisy Jones & The Six.

## Filmografia

### Attore

#### Cinema
- Northern Soul, regia di Elaine Constantine (2014)
- Mr. Burberry, regia di Steve McQueen - cortometraggio (2016)
- Alleycats, regia di Ian Bonhôte (2016)
- The Receptionist, regia di Jenny Lu (2016)
- Modern Life Is Rubbish, regia di Daniel Jerome Gill (2017)
- To Trend on Twitter, regia di Andy Wooding - cortometraggio (2018)
- Un cavaliere per Natale (The Knight Before Christmas), regia di Monika Mitchell (2019)
- La ragazza di San Diego (Valley Girl), regia di Rachel Lee Goldenberg (2020)
- 1921, regia di Jianxin Huang e Dasheng Zheng (2021)
- American Sweatshop, regia di Uta Briesewitz (2025)

#### Televisione
- Poldark – serie TV, 10 episodi (2017-2018)
- Daisy Jones & The Six, regia di James Ponsoldt, Nzingha Stewart e Will Graham – miniserie TV (2023)

### Doppiatore
- Rhyme Time Town – serie d'animazione, 3 episodi (2020)
- Ozi: Voice of the Forest, regia di Tim Harper (2023)

## Doppiatori italiani
Nelle versioni in italiano delle opere in cui ha recitato, Josh Whitehouse è stato doppiato da:
- Manuel Meli in Un cavaliere per Natale
- Matteo Bianchi in Daisy Jones & The Six